# De Havilland Propellers
A de Havilland Propellers foi uma divisão da de Havilland fundada em 1935, depois de adquirir a licença da Hamilton Standard para a fabricação de hélices de passo variável por cerca de £20.000,00. A negociação para a licença foi concluída em Junho de 1934.[carece de fontes?]
Ela se tornou uma companhia independente, a de Havilland Propellers em 27 de Abril de 1946. O trabalho de projetos de mísseis teve início em 1951, no escritório de Hatfield, e na década de 1960, evoluiu para foguetes lançadores.